# Battaglione polacco-ucraino delle forze di pace
Il Battaglione polacco-ucraino delle forze di pace (in polacco Polsko-Ukraiński Batalion Sił Pokojowych, in sigla POLUKRBAT) o Battaglione ucraino-polacco delle forze di pace (in ucraino Українсько-польський миротворчий батальйон?, Ukraїns'ko-pol's'kyj myrotvorčyj batal'jon, in sigla UKRPOLBAT) era un'unità militare multinazionale composta da reparti di Polonia e Ucraina. Venne formato nel 1998 con lo scopo di partecipare a operazioni umanitarie e di peacekeeping sotto l'egida delle organizzazioni internazionali.
Il battaglione poteva operare in missioni internazionali approvate dal Consiglio di sicurezza delle Nazioni Unite o da organizzazioni simili coinvolte nel mantenimento della pace, secondo le disposizioni del Capitolo 8 della Carta delle Nazioni Unite. Il battaglione poteva essere reso pienamente operativo dopo 30 giorni dal ricevimento di una richiesta da parte dell'ONU. L'unità era finanziata reciprocamente da Ucraina e Polonia, mentre altri paesi hanno fornito assistenza negli aspetti non militari, principalmente nel miglioramento della conoscenza dell'inglese tra le truppe, in quanto l'inglese è la lingua operativa dell'unità. A partire dal 2000 il battaglione, forte di 545 soldati polacchi e 267 ucraini, è stato schierato come parte della KFOR in Kosovo. Nel giugno 2006 il contingente ucraino è stato ridotto a 179 soldati.

## Storia

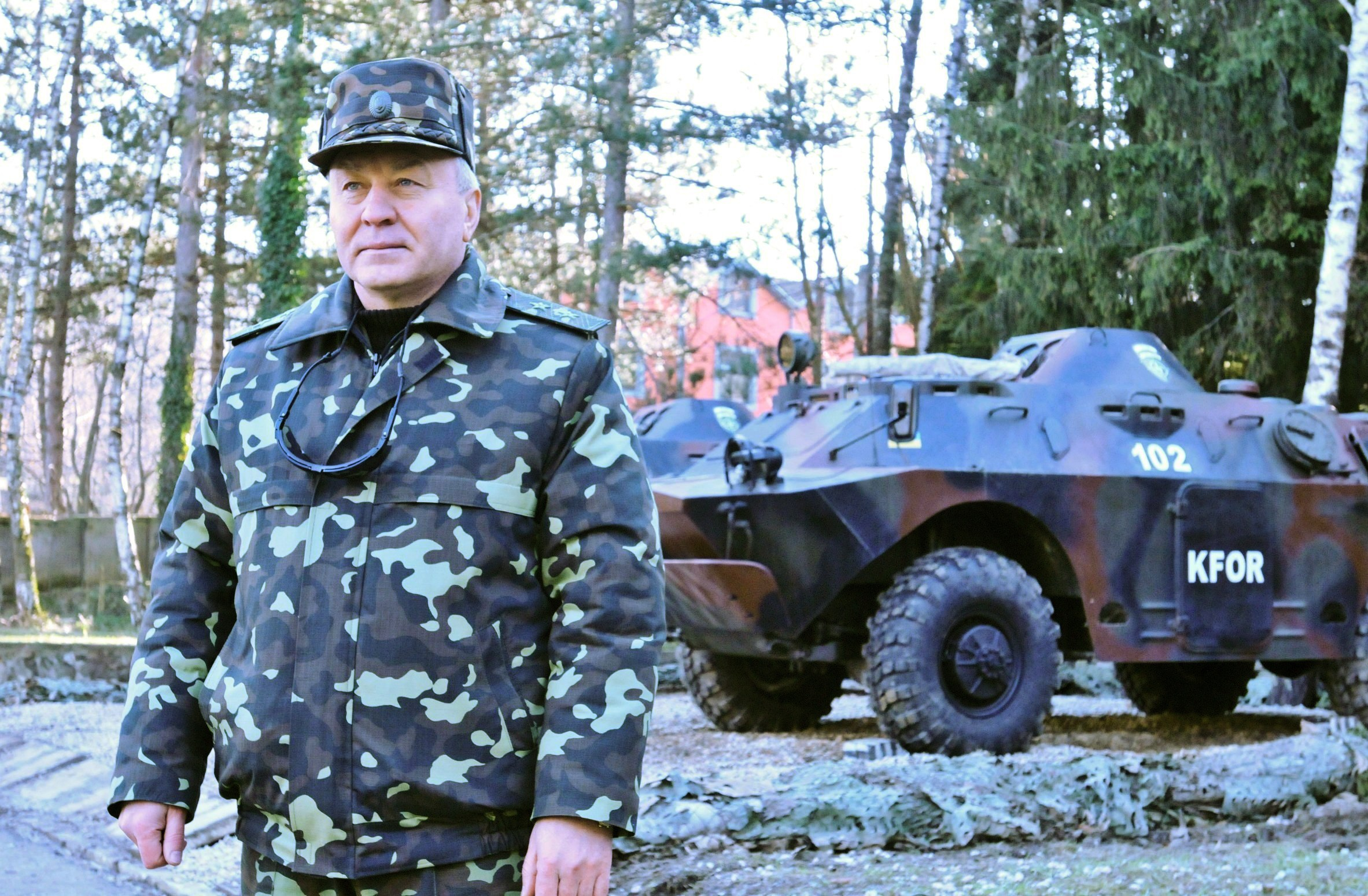
Il tenente generale Rauf R. Nurullin di fronte a un BRDM-2 presso Štrpce, Kosovo.

I governi di Polonia e Ucraina raggiunsero un accordo preliminare per creare una formazione militare congiunta di mantenimento della pace il 5 ottobre 1995. Il primo addestramento della nuova unità è iniziato nel 1996, e i rispettivi reparti nazionali che compongono il battaglione sono stati schierati nel 1997, quando il 26 novembre i ministri della Difesa di Ucraina e Polonia hanno firmato l'apposito accordo a Varsavia. La componente polacca venne distaccata dalla 14ª Brigata corazzata, mentre la componente ucraina dal 310º Reggimento meccanizzato della 24ª Divisione meccanizzata.
L'unità venne dedicata a due storici capi militari delle rispettive nazioni: il Grande atamano della Confederazione polacco-lituana Jan Karol Chodkiewicz e l'atamano dei cosacchi zaporoghi Petro Konaševyč-Sahajdačnyj, la cui congiunta campagna militare che portò alla sconfitta dell'Impero Ottomano nella battaglia di Chocim del 1621 fu uno dei pochissimi esempi storici di polacchi e ucraini che cooperarono contro un nemico comune.
Tuttavia la forte resistenza da parte del parlamento ucraino all'idea di una formazione congiunta con la Polonia, paese che in quel momento stava per aderire alla NATO (l'adesione avvenne nel marzo 1999), divenne il principale ostacolo alla creazione formale del battaglione, nonostante i continui sforzi del Ministero della difesa ucraino. Dopo che la Verchovna Rada bocciò per diverse volte la legge il ministero escogitò una soluzione alternativa per superare l'opposizione parlamentare, e all'inizio del 2000 annunciò che nella prossima rotazione dei militari ucraini della missione in Kosovo prevista per luglio sarebbe stata schierata la componente ucraina del battaglione, sostenendo che, poiché la partecipazione ucraina alla missione di per sé era già stata approvata dal parlamento, la scelta dell'unità per sostituire le truppe durante la rotazione non necessitava di un'ulteriore approvazione parlamentare. Temendo che opporsi all'inevitabile dispiegamento ne avrebbe indebolito il prestigio, il 6 aprile 2000 il parlamento ratificò l'accordo del 1997.
La missione del battaglione come parte della Kosovo Force è iniziata nel luglio 2000. Prima del dispiegamento, le truppe ucraine hanno intrapreso un addestramento speciale nel centro di Javoriv, l'unica base militare ucraina in grado di fornire addestramento per la guerra di montagna. I ministri della difesa ucraino e polacco hanno assistito all'ultima esercitazione militare congiunta. Il servizio dell'unità ha ricevuto buone recensioni da parte del comando della KFOR e un'accoglienza positiva dalla gente del Kosovo, sia serbi che albanesi. La missione in Kosovo si è conclusa nel 2010, e il 1 maggio 2011 il battaglione è stato sciolto.

## Struttura
- Comando di battaglione
  -  1ª Compagnia meccanizzata: Task Force Fox
  -  2ª Compagnia meccanizzata: Task Force Hawk
  -  3ª Compagnia meccanizzata: Task Force Lion
  -  4ª Compagnia meccanizzata: Task Force Tiger
  -   Compagnia logistica

Tutte le unità polacche in servizio in Kosovo provenivano a rotazione dalla 21ª Brigata fucilieri "Podhale".
Le unità ucraine che si sono avvicendate sono state distaccate dalla 30ª Brigata meccanizzata "Principe Konstanty Ostrogski", dalla 95ª Brigata d'assalto aereo, dalla 72ª Brigata meccanizzata "Zaporoghi Neri" e dalla 25ª Brigata aviotrasportata "Sičeslav".